# Darling (软件)
Darling是一个用于Linux的，如同Wine一样的自由开源的MacOS兼容层 。 它能复现部分macOS的功能，通过提供类似MacOS程序调用的库和框架的替代品来实现。 与其他基于仿真的方法不同，Darling不需要虚拟机来运行macOS程序。Darling被认为是运行Windows应用程序的WINE的对应物。 
这个项目始于2012年夏季，它构建在一个之前的项目--名为maloader--的基础上，后者因开发人员时间不足而被中止。Darling已被证明能够与许多控制台应用程序一起工作，例如Midnight Commander或The Unarchiver。同时也对基于Cocoa框架的图形应用程序提供了基本支持。  此外，Darling还可用于提取苹果磁盘映像 。 
该项目依赖于GNUstep来实现某些框架，并在常见的GNU / Linux库之上提供包装器，以尽可能多地重用现有的开源代码。 
该项目的目标是在未来支持 iOS 应用程序。 